# Автошлях Т 1922
Автошля́х Т1922 — автомобільний шлях територіального значення Путивль — Спадщанський ліс у Путивльському районі Сумській області. Загальна протяжність 12 км.
Починається у місті Путивль та проходить через населені пункти Кардаші та закінчується біля Спадщанського лісу.